# Estación de Redondela
Redondela es una estación ferroviaria situada en el municipio homónimo en la provincia de Pontevedra, comunidad autónoma de Galicia. Dispone de servicios de Larga y Media Distancia prestados por Renfe.

## Denominación
Durante buena parte de su historia su denominación fue Redondela de Galicia, hasta que Adif simplificó el nombre en 2013. En el municipio existen otras dos estaciones, Redondela-Picota, apeadero de trenes de media distancia, y Redondela AV, con servicios de alta velocidad.

## Situación ferroviaria
La estación se encuentra situada en los trazados de las siguientes líneas férreas:
- Línea férrea de ancho ibérico Monforte de Lemos-Redondela (Bif. Chapela), punto kilométrico 166,992,[n. 1] situada entre la estación de Louredo-Valos y la Bifurcación Chapela. El trazado es de vía única electrificada.
- Línea férrea de ancho ibérico Redondela-Santiago de Compostela, punto kilométrico 0,000. El trazado es de vía única sin electrificar.

## Historia
La estación fue inaugurada el 17 de marzo de 1878 con la apertura del tramo Guillarey-Vigo de la línea que pretendía unir Vigo con Monforte de Lemos. La empresa encargada de las obras fue la Compañía del Ferrocarril de Medina a Zamora y de Orense a Vigo. En 1928, los graves problemas económicos que sufrían las empresas que gestionaban las líneas férreas del oeste español llevaron al estado a la nacionalización de las mismas y a su agrupación en la Compañía Nacional de los Ferrocarriles del Oeste. En 1941, Oeste se integraría como el resto de compañías ferroviarias españolas en RENFE.
Desde el 31 de diciembre de 2004 Renfe Operadora explota la línea mientras que Adif es la titular de las instalaciones ferroviarias.

## La estación

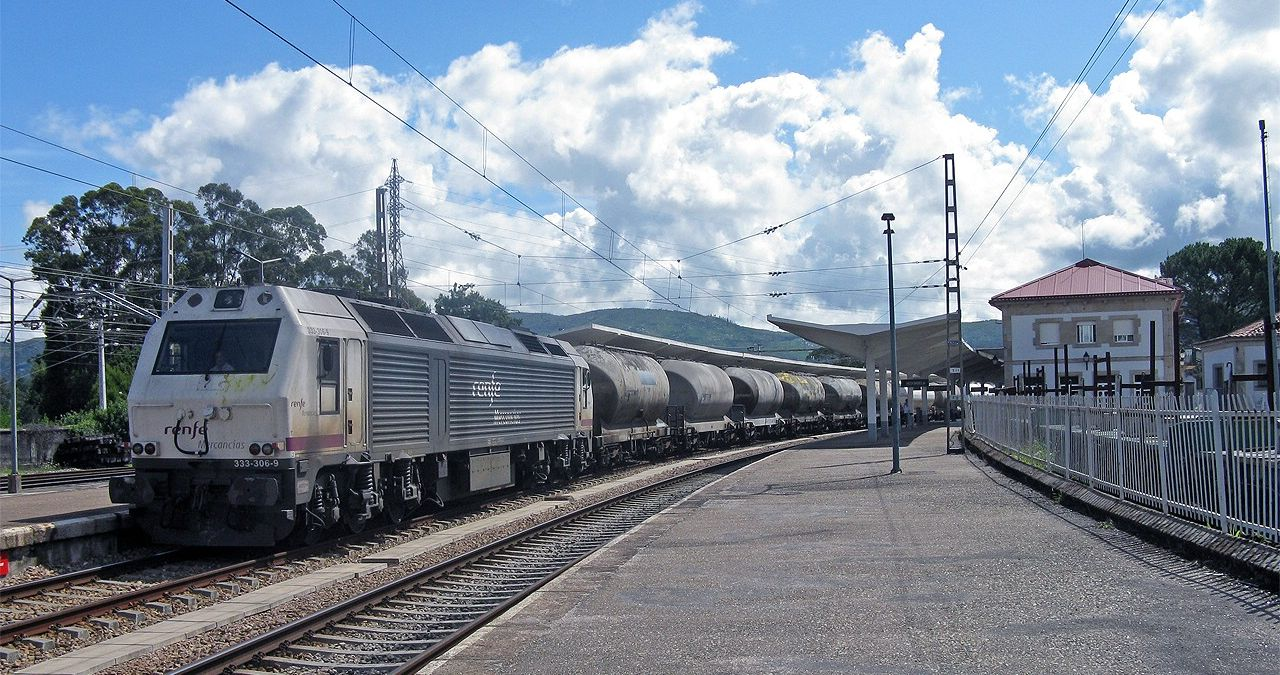
Vista de los andenes de la estación con un tren de mercancías detenido en una de sus vías

La estación se encuentra la oeste del núcleo urbano de Redondela, en la avenida de la Estación. El edificio para viajeros tiene una dimensiones notables. Se articula sobre un cuerpo central de dos plantas que acompañan dos alas laterales de igual altura. Hasta 26 vanos adintelados adornan sus respectivas fachadas. En la parta más alta un frontón que remata un elemento triangular luce un reloj analógico. En su interior cuenta con un amplio vestíbulo, sala de espera, venta de billetes y aseos. Está además habilitada para personas con discapacidad.
En la zona de vías la estación dispone de tres andenes ligeramente curvados. Uno lateral y otros dos centrales. Todos están cubiertos parcialmente con marquesinas a excepción del andén central más lejano al edificio principal. La distribución de vías sigue el siguiente esquema: a-v-v-a-v-a-v-v-v. A estas seis vías principales hay que unirle varias vías de apartado que concluyen en diversas toperas situadas en los laterales del edificio para viajeros.

## Servicios Ferroviarios

### Larga Distancia
Los servicios de Larga Distancia operados por Renfe que realizan parada en la estación son los que unen Vigo y Barcelona gracias a servicios diurnos Alvia tres veces por semana.

### Media Distancia
En esta estación efectúan parada varias líneas de Media Distancia, teniendo una terminal común, Vigo-Guixar, y circulando desde Redondela hacia dos rutas, una conocida como Eje Atlántico, cuyos trenes conectan con ciudades como Pontevedra, Santiago de Compostela o La Coruña; y la otra es el Corredor del Miño, el que siguen los servicios que tienen su destino en Orense, o que continúan su trayecto hacia Monforte de Lemos, Ponferrada o León.
Además, hasta el 2 de julio de 2013, también paraban en la estación el regional internacional Vigo-Guixar - Oporto-Campanhã. Este circulaba como Regional Exprés entre Vigo y Tuy para ser después un Regional Internacional hasta Oporto. Sin embargo, las paradas intermedias en territorio español de dicho servicio fueron suprimidas desde la fecha antes mencionada, no habiéndose recuperado desde entonces.